# Томашевич, Жарко
Жарко Томашевич (черног. Жарко Томашевић; родился 22 февраля 1990, Плевля, Югославия) — черногорский футболист, защитник сборной Черногории.

## Клубная карьера

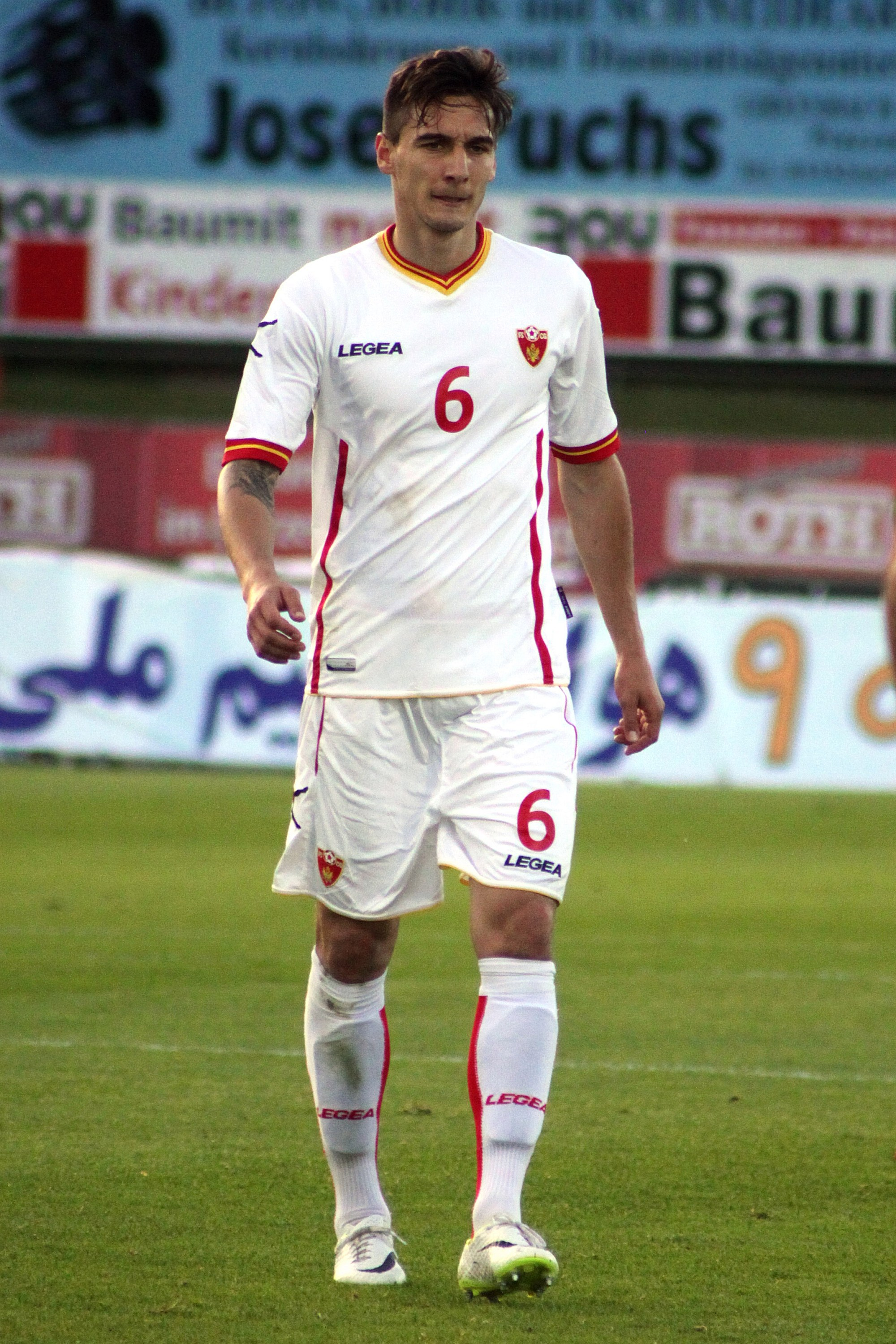
Томашевич в составе сборной Черногории

Томашевич начал карьеру в португальском клубе «Насьонал». 15 августа 2009 года в матче против лиссабонского «Спортинга» он дебютировал в Сангриш лиге. В начале 2012 года Жарко на правах аренды перешёл в «Униан Мадейра». 12 февраля в поединке против «Пенафиел» он дебютировал за новую команду. 26 февраля в матче против «Трофенсе» Томашевич забил свой первый гол за «Униан Мадейра».
Летом 2012 года Жарко вернулся в сербский «Партизан», за который выступал на юношеском уровне. За первую команду он так и не смог дебютировать, играя в основном за молодёжный и дублирующий составы.
Летом 2013 года Томашевич перешёл в бельгийский «Кортрейк». 17 августа в матче против «Шарлеруа» он дебютировал в Жюпиле лиге. 2 августа 2014 года в поединке против льежского «Стандарда» Жарко забил свой первый гол за «Кортрейк».
Летом 2016 года Жарко на правах свободного агента подписал контракт с «Остенде». 31 июля в матче против «Генка» он дебютировал за новую команду.

## Международная карьера
5 марта 2014 года в товарищеском матче против сборной Ганы Томашевич дебютировал за сборную Черногории. 8 сентября в поединке отборочного турнира чемпионата Европы 2016 против сборной Молдавии Жарко забил свой первый гол за национальную команду.

### Голы за сборную Черногории
| #   | Дата            | Место                              | Противник | Счёт | Результат | Соревнование                       |
| --- | --------------- | ---------------------------------- | --------- | ---- | --------- | ---------------------------------- |
| 01. | 8 сентября 2014 | Под Горицом, Подгорица, Черногория | Молдавия  | 2:0  | 2:0       | Чемпионат Европы 2016 квалификация |
| 02. | 24 марта 2016   | Караискакис, Пирей, Греция         | Греция    | 1:1  | 2:1       | Товарищеский матч                  |
| 03. | 8 октября 2016  | Под Горицом, Подгорица, Черногория | Казахстан | 1:0  | 5:0       | Чемпионат мира 2018 квалификация   |

## Награды
- Орден Хорватского плетения (10 марта 2025 года, Хорватия)[10]